# Керкаю
Керкаю, Керкаюг — река в России, протекает в Прилузском районе Республики Коми. Устье реки находится в 266 км по левому берегу реки Луза. Длина реки составляет 19 км.
Исток реки в таёжном массиве среди холмов Северных Увалов в 16 км к юго-востоку от села Лойма. Генеральное направление течения — север. Всё течение проходит по ненаселённому холмистому таёжному массиву. Впадает в Лузу ниже села Спаспоруб.

## Данные водного реестра
По данным государственного водного реестра России и геоинформационной системы водохозяйственного районирования территории РФ, подготовленной Федеральным агентством водных ресурсов:
- Бассейновый округ — Двинско-Печорский
- Речной бассейн — Северная Двина
- Речной подбассейн — Малая Северная Двина
- Водохозяйственный участок — Юг
- Код водного объекта — 03020100212103000012549